# 肝蛭症
肝蛭症（かんてつしょう、fascioliasis）とは寄生虫病であり、人獣共通感染症の一つ。

## 原因

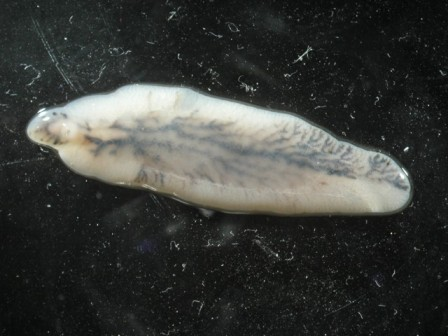
Fasciola hepatica成虫

肝蛭（Fasciola hepatica）、巨大肝蛭（Fasciola gigantica）の感染を原因とする。日本では日本産肝蛭（Fasciola sp.）が分布する。肝蛭とは厳密にはFasciola hepaticaを指すが、前記の3つを合わせた用語として用いられる事が多い。中間宿主はヒメモノアラガイあるいはコシガタモノアラガイであり、終宿主は反芻類、ブタ、ヒト。

## 疫学
世界各地に分布する。感染経路としては水辺の野草、水田におけるメタセルカリアの経口感染。

## 症状
- ヒト
  - 感染初期では発熱、右上腹部痛、圧痛を伴う肝腫大、発咳、好酸球増多、肝機能異常。慢性期では不規則な発熱、貧血、好酸球増多、腹痛、消化不良、下痢、黄疸、体重減少がみられる。
- 動物（感受性は羊、牛、豚の順に高い）
  - 羊では体重減少、腹水貯留、好酸球増多、貧血、肝機能障害がみられる。

## 診断
虫卵の検出（渡辺法、時計皿法、昭和式肝蛭卵簡易検査法、ビーズ法、ホルマリン・エーテル法）、皮内反応、免疫電気泳動法、オクタロニー法。

## 治療
ビチオノール、ブロムフェノフォス、ニトロキシニル、プラジカンテルが有効。

## 予防
水辺の野草や羊、牛、豚の肝臓の生食を避ける。家畜での予防は肝蛭症の発生のある牧野では駆虫薬を投与する。